# Cosa
Cosa – gmina w Hiszpanii, w prowincji Teruel, w Aragonii, o powierzchni 54,81 km². W 2011 roku gmina liczyła 61 mieszkańców.